# Championnat d'Allemagne féminin de football de deuxième division
Le championnat d'Allemagne féminin de football de deuxième division, aussi appelé 2. Frauen-Bundesliga, est le deuxième échelon national du football féminin allemand. Il a été créé en 2004 par la Fédération allemande de football (DFB).
Le HSV Borussia Friedenstal et l'équipe réserve du TSG HoffenheimR  ont remporté le plus de titres de deuxième division (3).

## Évolution du règlement
Le championnat d'Allemagne de deuxième division de football féminin met aux prises vingt-quatre clubs répartis en deux groupes de douze. Les premiers de chaque groupe sont promus à l'échelon supérieur alors que les deux derniers sont relégués en Regionalliga.
À partir de la saison 2018-2019, la deuxième Bundesliga sera une poule unique avec 14 équipes. Les six premiers (à part le club promu en Bundesliga) des poules Sud et Nord de la saison 2017-2018 sont automatiquement qualifiés pour cette 2.Bundesliga. Les 2 clubs classés à la 7e place, ainsi que les 5 champions et un vice champion de Regionalliga (3e division allemande) joueront dans 2 poules de quatre pour déterminer les deux autres clubs qualifiés.

## Palmarès
| Édition | Saison    | Champion (Nord)          | Champion (Sud)       | Clubs | Matchs | Meilleure buteuse                    | Meilleure buteuse |
| Édition | Saison    | Champion (Nord)          | Champion (Sud)       | Clubs | Matchs | Joueuse                              | Score             |
| ------- | --------- | ------------------------ | -------------------- | ----- | ------ | ------------------------------------ | ----------------- |
| 1re     | 2004-2005 | FFC Brauweiler Pulheim   | VfL Sindelfingen     | 23    | 232    | Anja Koser                           | 27                |
| 2e      | 2005-2006 | VfL Wolfsbourg           | TSV Crailsheim       | 24    | 264    | Martina Müller                       | 36                |
| 3e      | 2006-2007 | SG Wattenscheid          | FC Sarrebruck        | 24    | 264    | Nadine Keßler                        | 27                |
| 4e      | 2007-2008 | HSV Borussia Friedenstal | FF USV Iéna          | 24    | 264    | Sabrina Schmutzler                   | 27                |
| 5e      | 2008-2009 | Tennis Borussia Berlin   | FC Sarrebruck        | 24    | 264    | Jennifer Ninaus                      | 20                |
| 6e      | 2009-2010 | HSV Borussia Friedenstal | Bayer Leverkusen     | 24    | 264    | Kathrin Patzke                       | 25                |
| 7e      | 2010-2011 | Hambourg SVR             | SC Fribourg          | 24    | 264    | Kathrin Patzke                       | 21                |
| 8e      | 2011-2012 | FFC Turbine PotsdamR     | VfL Sindelfingen     | 24    | 264    | Agnieszka Winczo                     | 24                |
| 9e      | 2012-2013 | BV Cloppenburg (de)      | TSG Hoffenheim       | 24    | 264    | Julia Manger                         | 24                |
| 10e     | 2013-2014 | HSV Borussia Friedenstal | SC Sand              | 24    | 264    | Ilaria Mauro                         | 22                |
| 11e     | 2014-2015 | 1. FC Lübars (en)        | 1. FC Cologne        | 24    | 264    | Lise Munk                            | 27                |
| 12e     | 2015-2016 | MSV Duisbourg            | TSG 1899 HoffenheimR | 24    | 264    | Giustina Ronzetti                    | 20                |
| 13e     | 2016-2017 | Werder Brême             | TSG 1899 HoffenheimR | 24    | 264    | Agnieszka Winczo                     | 25                |
| 14e     | 2017-2018 | Borussia Mönchengladbach | TSG 1899 HoffenheimR | 24    | 264    | Jana Beuschlein Jacqueline de Backer | 18                |

Note : Les équipes réserves finissant à la première place ne peuvent monter en Bundesliga, le promu sera le club suivant au classement.
Promus en fin de saison :
- 2010-2011 : 1. FC Lokomotive Leipzig
- 2011-2012 :  FSV Gütersloh 2009
- 2015-2016 :  Borussia Mönchengladbach.
- 2016-2017 : 1. FC Cologne
- 2017-2018 : Bayer Leverkusen

## Palmarès poule unique
| Édition | Saison     | Champion                                                    | Vice-champion       | Clubs | Meilleure buteuse                                               | Buts  |
| ------- | ---------- | ----------------------------------------------------------- | ------------------- | ----- | --------------------------------------------------------------- | ----- |
| 15e     | 2018-2019  | Bayern Munich rés.                                          | VfL Wolfsbourg rés. | 14    | Julia Matuschewski                                              | 20    |
| 16e     | 2019-2020  | Werder Brême                                                | VfL Wolfsbourg rés. | 14    | Laura Lindner                                                   | 16    |
| 17e     | 2020-2021a | Groupe Nord : 1. FC Cologne Groupe Sud : FC Carl Zeiss Iéna | –                   | 19    | Groupe Nord : Sarah Abu Sabbah Groupe Sud : Vanessa Leimenstoll | 11 14 |
| 18e     | 2021-2022  | SV Meppen                                                   | MSV Duisbourg       | 14    | Nastassja Lein Ramona Maier (ex æcquo)                          | 25    |
| 19e     | 2022-2023  | RB Leipzig                                                  | FC Nuremberg        | 14    | Vanessa Fudalla                                                 | 20    |
| 20e     | 2023-2024  | FFC Turbine Potsdam                                         | FC Carl Zeiss Iéna  | 14    | Larissa Mühlhaus                                                | 20    |
| 21e     | 2024-2025  |                                                             |                     |       |                                                                 |       |

- (a) : exceptionnellement la saison se déroule avec deux poules.

Promus en fin de saison :
- 2018-2019 : 1. FC Cologne et FF USV Jena
- 2019-2020 : SV Meppen

## Bilans et récompenses
Bilan par club
| Clubs                    | Titres | Années           |
| ------------------------ | ------ | ---------------- |
| TSG HoffenheimR          | 3      | 2016, 2017, 2018 |
| HSV Borussia Friedenstal | 3      | 2008, 2010, 2014 |
| VfL Sindelfingen         | 2      | 2005, 2012       |
| FC Sarrebruck            | 2      | 2007, 2009       |
| Werder Brême             | 2      | 2017,2020        |
| FC Carl Zeiss Iéna       | 2      | 2008, 2021       |
| Bayern MunichR           | 1      | 2019             |
| FFC Brauweiler Pulheim   | 1      | 2005             |
| VfL Wolfsbourg           | 1      | 2006             |
| TSV Crailsheim           | 1      | 2006             |
| SG Wattenscheid          | 1      | 2007             |
| Tennis Borussia Berlin   | 1      | 2009             |
| Bayer Leverkusen         | 1      | 2010             |
| Hambourg SVR             | 1      | 2011             |
| SC Fribourg              | 1      | 2011             |
| FFC Turbine PotsdamR     | 1      | 2012             |
| BV Cloppenburg (de)      | 1      | 2013             |
| TSG Hoffenheim           | 1      | 2013             |
| SC Sand                  | 1      | 2014             |
| MSV Duisbourg            | 1      | 2016             |
| 1. FC Cologne            | 1      | 2021             |